# Partia Centrum (Polska)
Partia Centrum (Centrum) – polska centroprawicowa i chrześcijańsko-demokratyczna partia polityczna, powstała 3 kwietnia 2004 na kongresie założycielskim w Warszawie, której pomysł powołania pojawił się podczas spotkania byłych polityków Akcji Wyborczej Solidarność w dniu 8 listopada 2003 na zamku królewskim w Łęczycy, zorganizowanym przez byłego premiera Jerzego Buzka. Partia w programie odwoływała się do tradycji „Solidarności” i katolickiej nauki społecznej. 2 września 2008 partia została wyrejestrowana po tym, jak nie złożyła sprawozdania finansowego za 2007 rok.

## Historia

### Założenie partii
Założyciele za powody powstania nowej partii uznali „konieczność podjęcia natychmiastowych działań zmierzających do naprawy państwa oraz konieczność radykalnej zmiany stylu uprawiania polityki”. Inicjatorami założenia partii byli Krzysztof Piesiewicz (który ostatecznie nie przystąpił do ugrupowania) i Zbigniew Religa.
Ugrupowanie powstało w miejsce rozwiązanych partii Ruch Społeczny i Stronnictwo Konserwatywno-Ludowe – Ruch Nowej Polski, jednak ich dotychczasowi członkowie przystępowali do Centrum indywidualnie.
Partię wpisano do ewidencji partii politycznych 30 czerwca 2004.
Wbrew wcześniejszym zapowiedziom na kongresie Partii Centrum 27 listopada 2004 nie doszło do połączenia z tożsamą ideowo partią Inicjatywa dla Polski.

### Działalność w latach 2005–2008
Zbigniew Religa – kandydat Partii Centrum w wyborach prezydenckich w 2005 – wycofał się z wyborów, popierając kandydata Platformy Obywatelskiej, Donalda Tuska.
W wyborach parlamentarnych w 2005 Komitet Wyborczy „Centrum” (zarejestrowany w 19 na 41 okręgów wyborczych) uzyskał 21 893 głosy, tj. 0,19% poparcia w wyborach do Sejmu i nie uzyskał miejsc w parlamencie. Z listy komitetu oprócz Partii Centrum startowali również przedstawiciele Stronnictwa Demokratycznego oraz częściowo Inicjatywy dla Polski, a także pojedynczy członkowie RPS i ZChN. Po wyborach Zbigniew Religa został ministrem zdrowia w PiS.
W grudniu 2006 Partia Centrum prowadziła rozmowy w sprawie połączenia się z Platformą Obywatelską. Działacze ugrupowania mieli wejść w skład PO jesienią 2007, jednak do połączenia nie doszło.
W wyborach parlamentarnych w 2007 kilku kandydatów Partii Centrum wystartowało do parlamentu z list Prawa i Sprawiedliwości, jednak żaden z nich nie uzyskał mandatu.
Wyniki kandydatów Partii Centrum na listach PiS w wyborach w 2007:
Sejm (łącznie 7569 głosów):
- Tadeusz Kamiński (Rzeszów) – 4462 głosy,
- Longin Chlebowski (Łódź) – 2578 głosów,
- Józef Zajkowski (Katowice) – 529 głosów.

Senat:
- Marek Michalik (Łódź) – 105 742 głosy.

2 września 2008 z powodu niezłożenia sprawozdania finansowego ugrupowanie zostało wykreślone z ewidencji partii politycznych. Wielu jego działaczy wywodzących się z SKL-RNP (w tym minister Zbigniew Religa) znalazło się w szeregach reaktywowanego w 2007 Stronnictwa Konserwatywno-Ludowego. Część działaczy partii przystąpiła do PiS bądź PO.

## Struktura i działacze
Przewodniczący partii:
- Zbigniew Religa – od 3 kwietnia 2004 do 27 listopada 2004
- Janusz Steinhoff – od 27 listopada 2004 do 2 września 2008

Po objęciu przez Janusza Steinhoffa (wicepremiera w rządzie Jerzego Buzka) funkcji przewodniczącego partii, założyciel i dotychczasowy szef ugrupowania Zbigniew Religa został jego honorowym przewodniczącym.
Wiceprezesem ugrupowania był początkowo Janusz Byliński, a od marca 2006 wiceprezydent Łodzi Marek Michalik. Funkcję sekretarza generalnego sprawował Stanisław Hniedziewicz, a skarbnika Tadeusz Szewczyk. Wśród liderów swoje miejsce mieli także dawni parlamentarzyści AWS, SKL i Porozumienia Centrum – m.in. Jerzy Eysymontt (zm. 2005), Marek Markiewicz oraz Krzysztof Oksiuta.